# Wer weiß, wie nahe mir mein Ende
Wer weiß, wie nahe mir mein Ende ist einer der nur rund dreißig Liedtexte von Frauen im Evangelischen Gesangbuch. Autorin des dort unter der EG Nr. 530 abgedruckten Liedes ist Aemilie Juliane von Schwarzburg-Rudolstadt (1637–1706).

## Textinhalt und -geschichte
Der Text von Schwarzenberg-Rudolstadt nimmt u. a. Bezug auf Psalm 90 (Ps 90,12 ) und Gal 3,27 .
Mit dem Wissen um den eigenen Tod leben, mit dem Bewusstsein, dass es schon heute oder morgen so weit sein kann, das ist Ars moriendi, die Sterbekunst, und zugleich die eigentliche Kunst guten Lebens. Die vom frühen Pietismus geprägte Lieddichterin legt das Gewicht auf ein mit Gott versöhntes Sterben. Dieses gute Ende ist die Voraussetzung auch für ein gelingendes Leben.

## Entstehung der Melodie
Bekannt ist das Lied mit der Elberfelder Melodie (1805), die aus zwei älteren Melodien zusammengestellt wurde und der Fassung des Liedes im Evangelischen Gesangbuch zugrunde liegt.
Wer weiß, wie nahe mir mein Ende? BWV 27 ist auch eine Kirchen-Kantate von Johann Sebastian Bach. Die Melodie stammt von dem bekannten Lied Wer nur den lieben Gott lässt walten. Er komponierte sie 1726 in Leipzig für den 16. Sonntag nach Trinitatis und führte sie am 6. Oktober des genannten Jahres erstmals auf.

## Biografische Bezüge des Textes
Aemilie Juliane von Schwarzburg-Rudolstadt erhielt eine hervorragende geisteswissenschaftliche und theologische Grundausbildung. Zu den Inhalten des Unterrichtes gehörten die Lektüre der Heiligen Schrift sowie theologischer und geistlicher Schriften, Unterricht in Latein, Rhetorik, Geschichte, Genealogie und Poesie. Diese Ausbildung führte sie zu eigenem künstlerisch-theologischem Schaffen.
Aus der Jugendzeit Aemilie Julianes findet sich im Thüringischen Staatsarchiv Rudolstadt noch ein Gebetbuch der Gräfin, dessen Deckblatt ist mit ihren Initialen versehen und auf den 20. Juni 1652 datiert. Möglicherweise hat dieses Gebetbuch als Übungsbuch für den Poesieunterricht gedient, aber es ist zugleich ein Hinweis auf ihre spätere Frömmigkeitspraxis wie auch dichterische Ausdrucksfähigkeit.
1665 heiratete die Gräfin ihren Pflegebruder und Cousin Albrecht Anton von Schwarzburg-Rudolstadt. Zwei Jahre später wurde ihr Sohn Ludwig Friedrich geboren. 1668 erblickte die Tochter Albertine Antonie das Licht der Welt, starb aber zwei Tage nach der Geburt.
Die Todeserfahrungen, die Aemilie Juliane machen musste, rissen nicht ab. Zu den zu betrauernden Personen im engeren Familienkreise gehörten ihre Tante Aemilie Antonie, ihre vier Pflegeschwestern und Cousinen und ihre vier leiblichen Geschwister. All diese Erfahrungen verarbeitete Aemilie Juliane in ihren Liedern. Den Trost über die zahlreichen Verluste fand die Gräfin in ihrem Glauben. Häufig bedachte sie literarisch ihren eigenen Tod, dem sie in glaubensvoller Hoffnung entgegensah.

## Verbreitung
Das Lied Wer weiß, wie nahe mir mein Ende ist, mit der Elberfelder oder der Bachschen Melodie, in 24 deutschsprachigen Kirchenliederbüchern enthalten.

## Rezeption
In jüngerer Zeit wird Frauen und ihren Gesangbüchern sowie der Geschichte von Kirchenliedautorinnen höhere Aufmerksamkeit als früher zuteil. Darunter sind Lieder aus der Zeit vom Ende des 14. Jahrhunderts aus dem Frauen-Kloster Medingen, von Elisabeth Cruciger, einer Zeitgenossin Martin Luthers, und von Christiana Cunradina, die zu Beginn des 17. Jahrhunderts wirkte.
Auch die Texte und Lieder von Aemilie Juliane von Schwarzburg-Rudolstadt finden dabei Beachtung.